# Montgomery County (Kentucky)
Montgomery County ist ein County im Bundesstaat Kentucky der Vereinigten Staaten. Der Verwaltungssitz (County Seat) ist Mount Sterling. Das U.S. Census Bureau hat bei der Volkszählung 2020 eine Einwohnerzahl von 28.114 ermittelt.

## Geographie
Das County liegt im mittleren Nordosten von Kentucky und hat eine Fläche von 515 Quadratkilometern, wovon ein Quadratkilometer Wasserfläche ist. Es grenzt im Uhrzeigersinn an folgende Countys: Bourbon County, Bath County, Menifee County, Powell County und Clark County.

## Geschichte
Montgomery County wurde am 14. Dezember 1796 aus Teilen des Clark County gebildet. Benannt wurde es nach Richard Montgomery, einem General im Amerikanischen Unabhängigkeitskrieg.
18 Bauwerke und Stätten des Countys sind im National Register of Historic Places eingetragen (Stand 19. Oktober 2017).

## Demografische Daten

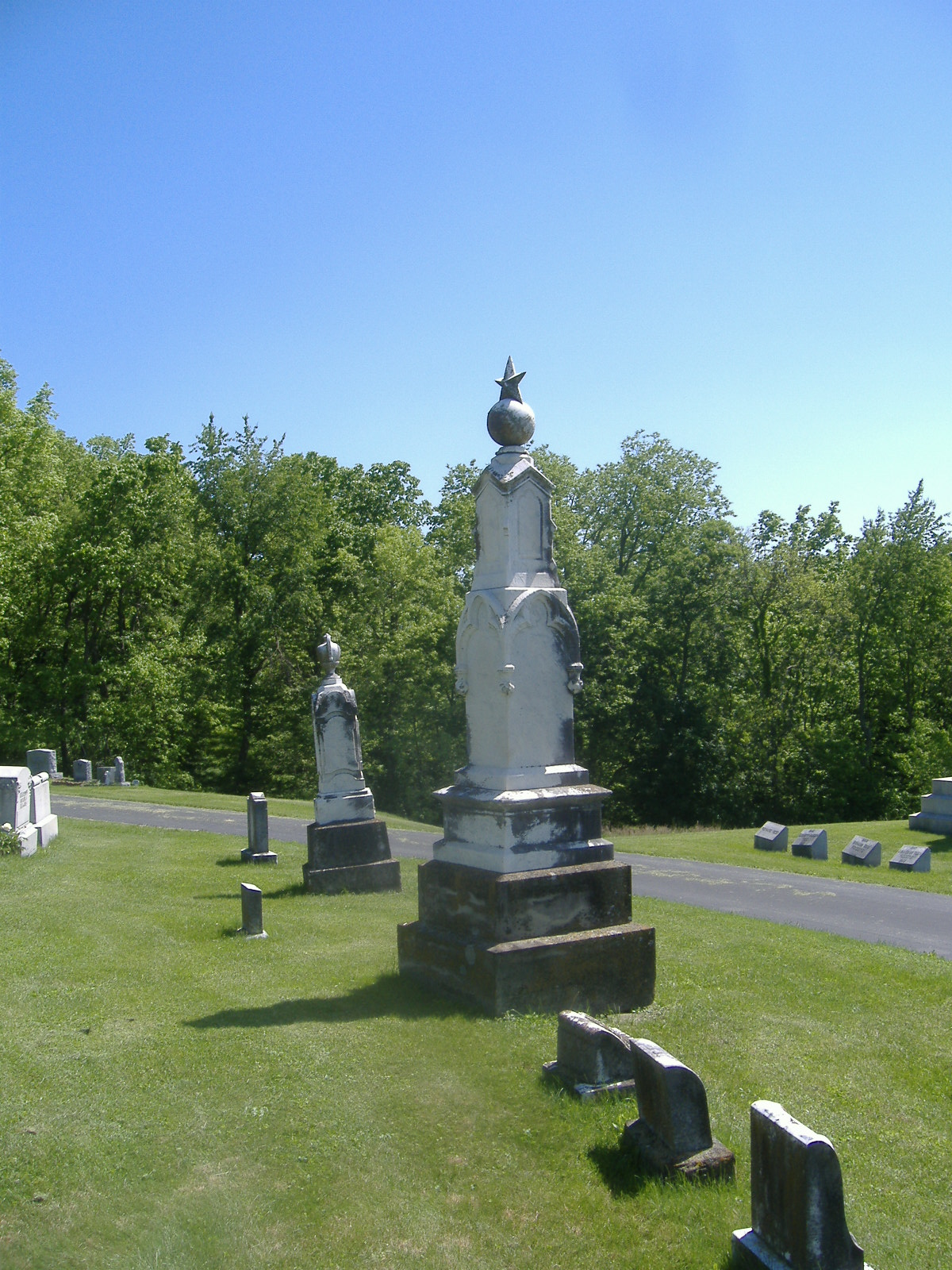
Confederate Monument of Mt. Sterling

Nach der Volkszählung im Jahr 2000 lebten im Montgomery County 22.554 Menschen in 8.902 Haushalten und 6.436 Familien. Die Bevölkerungsdichte betrug 44 Einwohner pro Quadratkilometer. Ethnisch betrachtet setzte sich die Bevölkerung zusammen aus 95,07 Prozent Weißen, 3,48 Prozent Afroamerikanern, 0,15 Prozent amerikanischen Ureinwohnern, 0,11 Prozent Asiaten, 0,03 Prozent Bewohnern aus dem pazifischen Inselraum und 0,35 Prozent aus anderen ethnischen Gruppen; 0,82 Prozent stammten von zwei oder mehr Ethnien ab. 1,15 Prozent der Bevölkerung waren spanischer oder lateinamerikanischer Abstammung.
Von den 8.902 Haushalten hatten 33,6 Prozent Kinder und Jugendliche unter 18 Jahre, die bei ihnen lebten. 57,7 Prozent waren verheiratete, zusammenlebende Paare, 11,2 Prozent waren allein erziehende Mütter, 27,7 Prozent waren keine Familien, 23,9 Prozent waren Singlehaushalte und in 10,5 Prozent lebten Menschen im Alter von 65 Jahren oder darüber. Die Durchschnittshaushaltsgröße betrug 2,49 und die durchschnittliche Familiengröße lag bei 2,93 Personen.
Auf das gesamte County bezogen setzte sich die Bevölkerung zusammen aus 24,9 Prozent Einwohnern unter 18 Jahren, 8,7 Prozent zwischen 18 und 24 Jahren, 30,2 Prozent zwischen 25 und 44 Jahren, 23,4 Prozent zwischen 45 und 64 Jahren und 12,9 Prozent waren 65 Jahre alt oder darüber. Das Durchschnittsalter betrug 36 Jahre. Auf 100 weibliche Personen kamen 94,6 männliche Personen. Auf 100 Frauen im Alter von 18 Jahren alt oder darüber kamen statistisch 91,0 Männer.
Das jährliche Durchschnittseinkommen eines Haushalts betrug 31.746 US-Dollar, das Durchschnittseinkommen der Familien betrug 36.939 USD. Männer hatten ein Durchschnittseinkommen von 31.428 USD, Frauen 20.941 USD. Das Prokopfeinkommen betrug 16.701 USD. 12,5 Prozent der Familien und 15,2 Prozent der Bevölkerung lebten unterhalb der Armutsgrenze. Davon waren 18,1 Prozent Kinder oder Jugendliche unter 18 Jahre und 17,3 Prozent waren Menschen über 65 Jahre.

## Orte im County
- Camargo
- Ewington
- Grassy Lick
- Hope
- Howards Mill
- Jeffersonville
- Judy
- Klondike
- Levee
- Lower Spencer
- Lucky Stop
- Mount Sterling
- Prewitt
- Reid Village
- Sideview
- Stepstone
- Stoops
- Upper Spencer